# کاندیدو گودوی
کاندیدو گودوی (به [Cândido Godói] Error: {{Lang-xx}}: متن دارای نشانه‌گذاری ایتالیک است (راهنما))، شهری است در برزیل و در نزدیکی مرز آرژانتین، و با جمعیتی بالغ بر ۶٬۹۳۴ نفر. برای داشتن شمار زیاد دوقلوها، در جهان نامی شده‌است. انباشتگی ایشان در لینا سائو پدرو و از تبار ژرمن بیشتر می‌باشد.